# Herman Bang

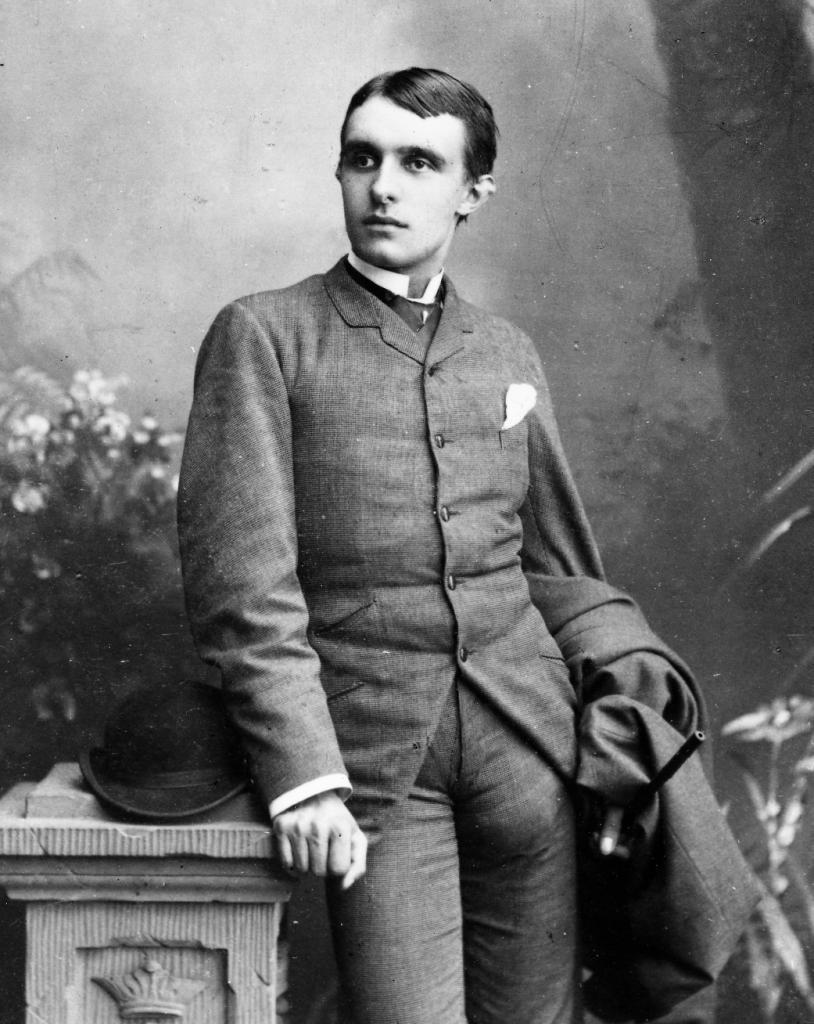
Herman Bang thời trẻ

Herman Bang (1857 - 1912) là một nhà văn người Đan Mạch. Ông là nhà văn tiêu biểu cho trường phái ấn tượng của Đan Mạch. Ông là một trong những thành viên của Chọc thủng phòng tuyến hiện đại (Det Moderne Gennembrud). Các tác phẩm nổi tiếng của ông là Ved Vejen (Bên đường, 1886) được Max von Sydow thực hiện thành phim năm 1988, dưới tên Katinka, Stuk (1887) và Tine (1889), được Knud Leif Thomsen đưa lên màn ảnh năm 1964, Mikael (1904) cũng được Mauritz Stiller đưa lên màn ảnh năm 1916, sau đó Carl Theodor Dreyer cũng lại làm một bản phim mới (1924).
Bang sinh ra trong một gia đình quý tộc Asserballe, trên quần đảo Als Đan Mạch, con trai của một vị đại diện Jutlandic Nam (một họ hàng của NFS Grundtvig). Lịch sử gia đình của ông được đánh dấu bằng sự điên rồ và bệnh tật.
Khi ông 20 tuổi, ông xuất bản hai tập tiểu luận phê bình trên phong trào thực tế. Năm 1880, ông xuất bản cuốn tiểu thuyết Haabløse Slægter của mình (Những gia đình không có hy vọng), làm dấy lên sự chú ý ngay lập tức. Nhân vật chính là một người đàn ông trẻ, những người đã có một mối quan hệ với một phụ nữ lớn tuổi. Cuốn sách được coi là khiêu dâm vào thời điểm đó và đã bị cấm. Sau khi một số thời gian trong đi lại và chuyến đi thuyết trình thành công ở Na Uy và Thụy Điển, ông định cư ở Copenhagen và sản xuất một loạt các tiểu thuyết và bộ sưu tập của truyện ngắn đã đặt anh ta trong xếp hạng trước của tiểu thuyết gia Bắc Âu.